# 966
| [ Edytuj tabelę ]              |                                                        |
| Książę Polski                  | - 960 Mieszko I 992                                    |
| Król Anglii                    | - 959 Edgar Spokojny 975                               |
| Hrabia Aragonii                | - 922 Andregota Galíndez 972                           |
| Hrabia Aragonii i król Nawarry | - 926 Garcia I 970                                     |
| Hrabia Barcelony               | - 947 Borrell II 992 - 947 Miro 966                    |
| Książę Bawarii                 | - 955 Henryk II Kłótnik 976                            |
| Książę Burgundii               | - 965 Odo-Henryk 1002                                  |
| Cesarz Bizancjum               | - 963 Nicefor II Fokas 969                             |
| Car Bułgarii                   | - 927 Piotr I 969                                      |
| Cesarz Chin                    | - 960 Song Taizu 976                                   |
| Książę Czech                   | - 935 Bolesław I Srogi 972                             |
| Król Danii                     | - 958 Harald Sinozęby 987                              |
| Władca Egiptu                  | - 960 Abu al-Hasan Ali 966 - 966 Abu al-Misk Kafur 968 |
| Król Franków zachodnich        | - 954 Lotar 986                                        |
| Król Gruzji                    | - 961 Dawid III 1001                                   |
| Hrabia Holandii                | - 939 Dirk II 988                                      |
| Cesarz Japonii                 | - 946 Murakami 967                                     |
| Kalif                          | - 946 Al-Muti 974                                      |
| Hrabia Kastylii                | - 923 Ferdinand Gonzalez 970                           |
| Król Khmerów                   | - 944 Radżendrawarman II 968                           |
| Wielki książę Kijowa           | - 945 Światosław I 972                                 |
| Patriarcha Konstantynopola     | - 956 Polieuktos 970                                   |
| Władca Korei                   | - 949 Kwangjong 975                                    |
| Król Leónu                     | - 960 Sancho I Gruby 966 - 966 Ramiro III 984          |
| Król Norwegii                  | - 961 Harald II Szara Opończa 976                      |
| Hrabia Palatynatu              | - 945 Hermann Pusillus 994                             |
| Papież                         | - 965 Jan XIII 972                                     |
| Hrabia Portugalii              | - 950 Gonçalo Mendes 999                               |
| Cesarz Rzymski (niemiecki)     | - 962 Otton I Wielki 973                               |
| Książę Saksonii                | - 961 Hermann 973                                      |
| Król Szkocji                   | - 962 Dubh 966 - 966 Cuilen 971                        |
| Doża Wenecji                   | - 959 Pietro IV Candiano 976                           |
| Książę Węgier                  | - 955 Taksony 970                                      |

Rok 966 / CMLXVI
stulecia: IX wiek ~
X wiek ~
XI wiek

lata: 956 «
961 «
962 «
963 «
964 «
965 «
966
» 967
» 968
» 969
» 970
» 971
» 976

## Wydarzenia w Polsce
- Przyjęcie chrztu przez Mieszka I, tzw. Chrzest Polski (965/966/967).
- Najstarsza wzmianka o Krakowie w składzie Królestwa Czech w relacji podróżnika Ibrahima ibn Jakuba (965/966).
- W swojej relacji Ibrahim ibn Jakub zawarł wzmiankę o państwie Mieszka I[1].

## Wydarzenia na świecie
Azja
- Założono chiński klasztor buddyjski Geyuan si.

Europa
- 25 grudnia – Harald Sinozęby przyjął chrzest w Boże Narodzenie[2]
- wiosna – zachodniofrankijski król Lotar poślubił Emmę, córkę Lotara II z Arles.
- maj – doża Wenecji Pietro IV Candiano ożenił się z Waldradą z Toskanii, która wniosła jako wiano Ferrarę, Friuli i Treviso.
- jesień – Otton I Wielki wyruszył na trzecią wyprawę do Włoch, walcząc w Lombardii z wojskami Adalberta z Ivrei.
- Pierwsza wzmianka pisana o Brukseli.
- Założono opactwo benedyktynów Mont-Saint-Michel (obecnie na liście światowego dziedzictwa kulturalnego i przyrodniczego UNESCO).
- Marchia Wschodnia zostaje podzielona na 6 mniejszych marchii, m.in. Północną, Łużycką i Miśnieńską.
- Ramiro III został królem Leónu.

## Urodzili się
- Michinaga Fujiwara, japoński polityk, najwybitniejszy przedstawiciel rodu Fujiwara.

## Zmarli
- 4 lipca – Benedykt V, papież.
- 6 sierpnia – Berengar II, graf Ivrei i uzurpator Italii (ur. przed 913).